# NGC 7622
NGC 7622 (другие обозначения — PGC 71187, ESO 148-8, AM 2318-622) — галактика в созвездии Тукан.
Этот объект входит в число перечисленных в оригинальной редакции «Нового общего каталога».